# Bouzeroual
Bouzeroual (en àrab بوزروال, Bū-Zarwāl; en amazic ⴱⵓⵣⵕⵡⴰⵍ) és una comuna rural de la província de Zagora, a la regió de Drâa-Tafilalet, al Marroc. Segons el cens de 2014 tenia una població total de 11.166 persones.